# Верховний суд Японії

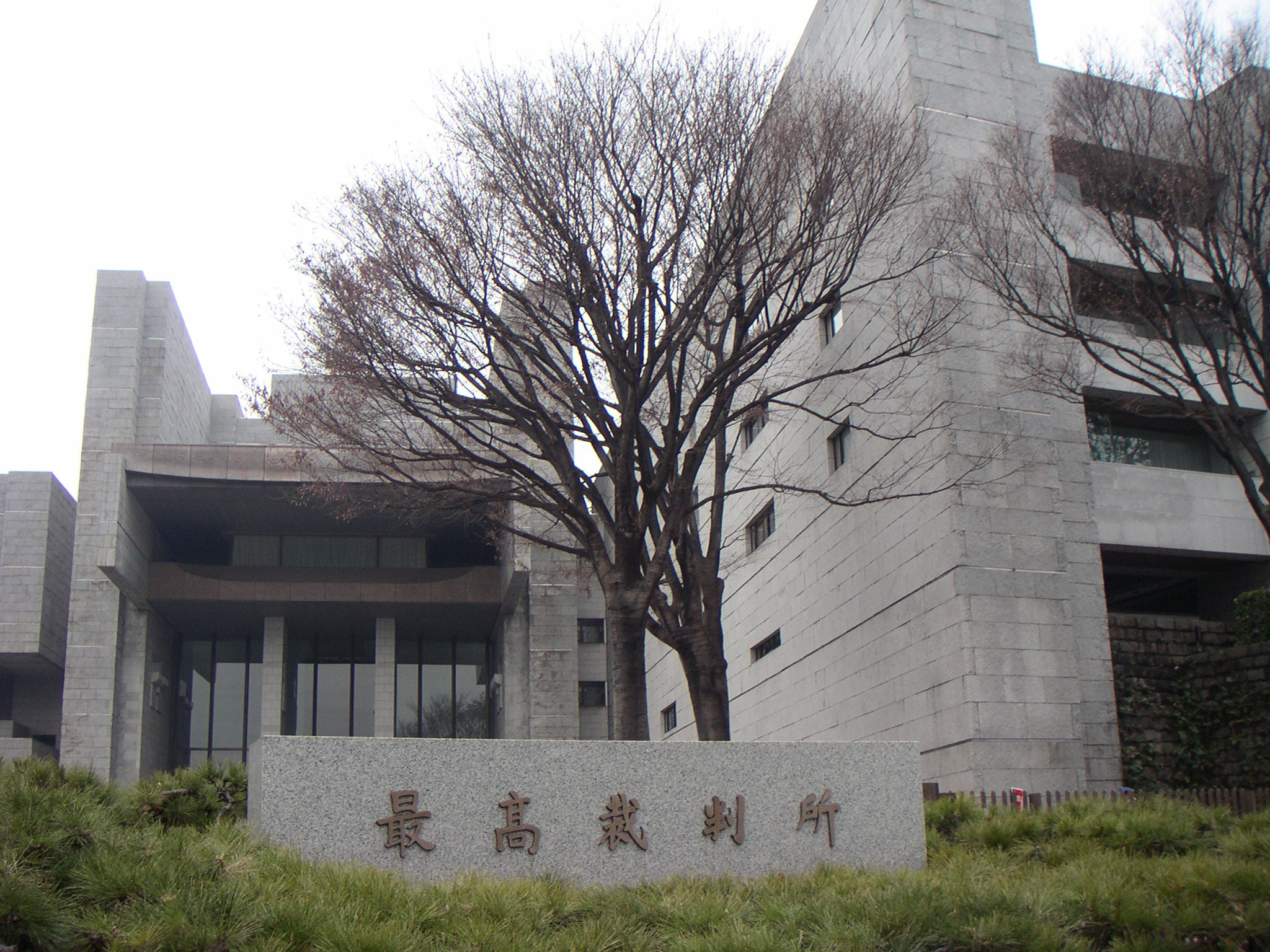
Будівля Верховного Суду Японії.

Верховний суд Японії (最高裁判所, さいこうさいばんしょ, сайко сайбансьо) — найвищий орган судової влади держави Японія.

## Короткі відомості
Верховний суд Японії був утворений 3 травня 1947 року з набуттям чинності повоєнної Конституції Японії. Він замінив свого попередника — Велику слідчу палату Японії, засновану 1875 року.
Статус і повноваження Верховного суду Японії визначаються діючою Конституцією Японії і Законом про суди 1947 року .
Верховний суд Японії складається з Голови та 14 суддів Верховного суду . Голову призначає Імператор Японії за номінацією Кабінету міністірів (Конституція. Стаття 6. Абзац 2). Інших судей призначає Кабінет міністрів за затвердження Імператора (Конституція. Стаття 79. Абзац 1). Судді обіймають посади у Верховному суді до 70 років (Конституція. Стаття 79. Абзац 5, Закон про суди. Стаття 50)
Конституція передбачає національну перевірку суддів, що проводиться кожні десять років під час виборів до Палати представників Парламенту Японії (Конституція. Стаття 79. Абзац 2). Судді, які показали незадовільні результати під час цієї перевірки усуваються з посади .
За час перебування на посаді судді Верховного суду отримують фіксовану платню, розмір якої не зменшується (Конституція. Стаття 79. Абзац 6).
Верховний суд Японії має повноваження визначати правила для процедур судовиробництва, адвокатури, внутрішньої дисципліни у судах, а також питань, що стосуються керування справами органів судової влади. Він може також делегувати судам нижчих рівнів свої повноваження затверджувати правила роботи цих судів (Конституція. Стаття 77. Абзаци 1, 3).
Верховний суд Японії називають «вартовим Конституції» через його монопольне право, затверджене Конституцією (Стаття 81), визначати конституційність законів та інших правових актів. Він може односторонньо оголошувати неконституційними ухвали Парламенту, рішення Рад місцевих громадських організацій та інших урядових установ. Верховний Суд здійснює нагляд за усією судовою системою держави і є судом останньої інстанції.
Будівля Верховного суду Японії розташована в Токіо, районі Тійода, кварталі Хаято-тьо.